# The Ratazanas
The Ratazanas (dt.: Ratten) ist eine portugiesische Ska/Reggae-Band aus Lissabon. Ihre Musik ist von Skinhead Reggae, Jamaican Ska, Rocksteady und frühem Dub beeinflusst.

## Geschichte
Die Gruppe wurde 2006 im Großraum Lissabon gegründet. Sie veröffentlichte ihre beiden Alben bei Grover Records, einem etablierten Musiklabel der Szene.
Die Gruppe tourt häufig als beliebte Begleitband bekannter Namen des frühen Reggaes, etwa Susan Cadogan oder Roy Ellis, dem Original-Sänger der Band Symarip.
Einige Musiker der Band leben inzwischen in Amsterdam, wo sie neben Ratazanas noch in anderen Projekten Musik machen. So etwa deren Schlagzeuger mit seinem Projekt mit dem Slackers-Sänger Vic Ruggiero.

## Diskografie
- 2009: Ouh La La (LP/CD, Grover Records)
- 2010: Sex, Drugs & Reggae / Sewer Stomp (7" Single, auf 300 nummerierte Stück limitiert, Zerowork Records)
- 2011: The Enlightenment / Bone Splitter (7" Single, Music With Soul Records)
- 2011: Lick it back (LP/CD, Grover Records)